# Polikarpov I-17
Polikarpov I-17 (rus. Поликарпов И-17, I - "Istrebitel" lovec) je bil sovjetski enosedežni prototipni  lovec iz 1930ih. Zgradili so ga pri biroju TsKB pod vodstvom Polikarpova. I-17 je imel nizkonameščeno kantilever krilo. Prvega prototip je poganjal motor Hispano-Suiza 12Y, drugega pa Mikulin M-100. 

## Specifikacije (TsKB-19)
- Posadka: 1 (pilot)
- Dolžina: 7,30 m (23 ft 11 in)
- Razpon kril: 10,19 m (33 ft 5 in)
- Višina: 2,56 m (8 ft 5 in)
- Gros teža: 1930 kg (4250 lb)
- Motor: 1 × Klimov M-100 engine, 632 kW (860 KM)

- Največja hitrost: 490 km/h (305 mph)
- Dolet: 800 km (497 milj)
- Višina leta (servisna): 11000 m (36090 ft)

- Višina Orožje:
- 1 x 20mm ŠVAK top
- 4 x 7.62mm ŠKAS strojnice
- 2 x 100kg bombi pod krili